# NGC 5508
NGC 5508 is een lensvormig sterrenstelsel in het sterrenbeeld Ossenhoeder. Het hemelobject werd op 20 april 1882 ontdekt door de Franse astronoom Édouard Jean-Marie Stephan.

## Synoniemen
- UGC 9094
- MCG 4-34-2
- ZWG 133.9
- PGC 50741